# 跗節龍屬
跗節龍屬（學名：Palmulasaurus）是種已滅絕海生爬行動物，是蛇頸龍目雙臼椎龍科的一屬，化石發現於美國猶他州的白堊紀晚期地層。最初被命名為Palmula，但是在1833年命名的某種白堊紀有孔蟲門生物已使用這個學名，因此改為Palmulasaurus。